# Autolytus pseudosimplex
Autolytus pseudosimplex är en ringmaskart som beskrevs av Augener 1922. Autolytus pseudosimplex ingår i släktet Autolytus och familjen Syllidae. Inga underarter finns listade i Catalogue of Life.